# سید محمدرضا میلانی حسینی
سید محمدرضا میلانی حسینی (زادهٔ ۱۳۳۰ در تبریز) نمایندهٔ حوزهٔ انتخابیهٔ تبریز در دورهٔ پنجم مجلس شورای اسلامی بوده‌است.